# Amphoe Mae Sot

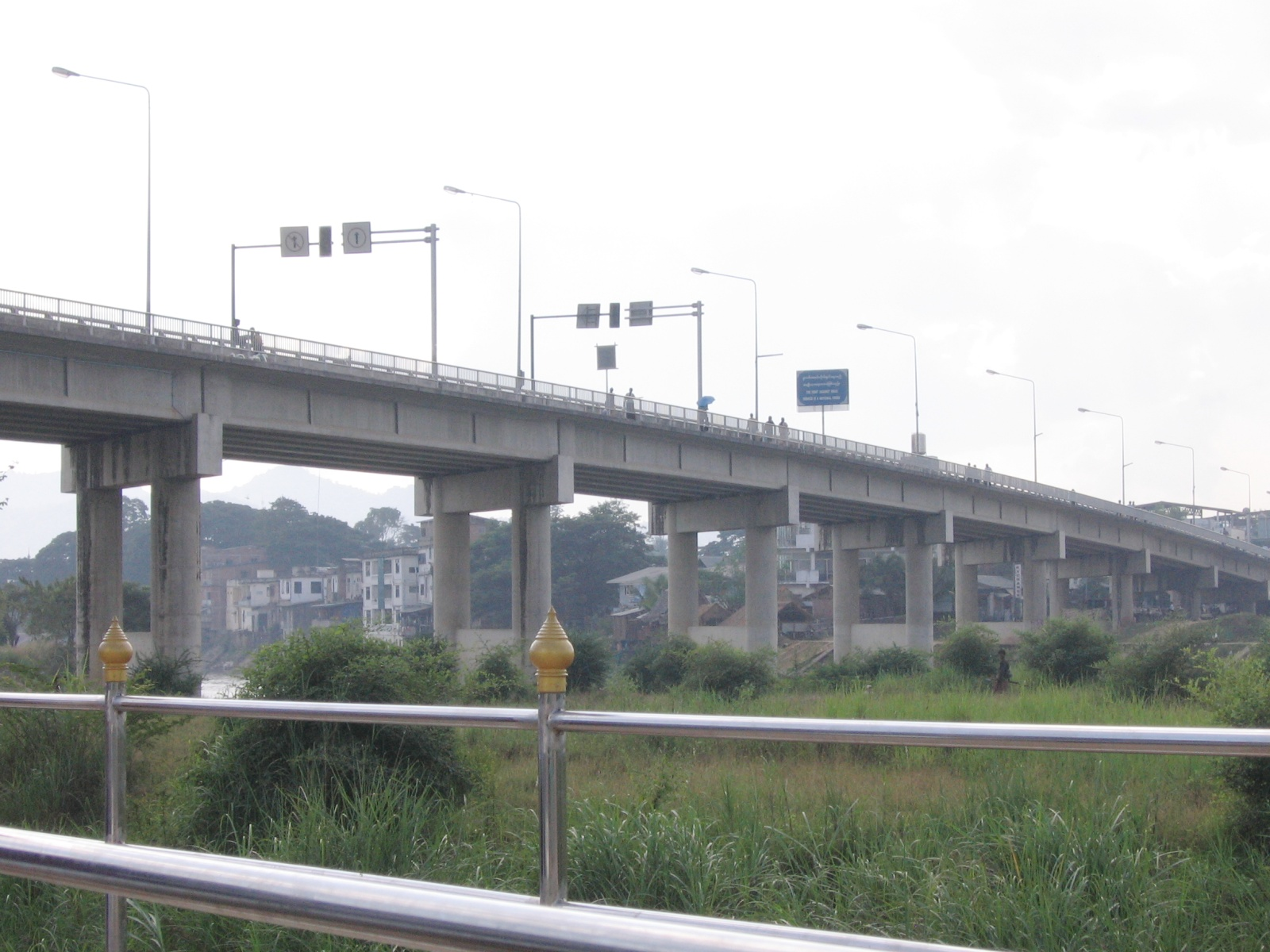
Thai-Myanmar Friendship Bridge

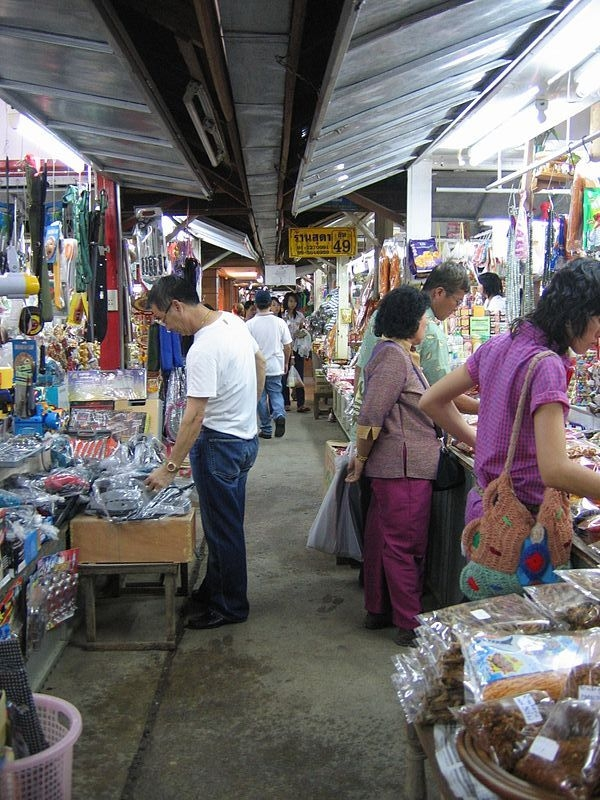
Rim Moei-Markt

Amphoe Mae Sot (thailändisch อำเภอ แม่สอด) ist ein Landkreis (Amphoe – Verwaltungs-Distrikt) der Provinz Tak. Die Provinz Tak liegt in der Nordregion von Thailand. Die Kreishauptstadt heißt ebenfalls Mae Sot.

## Lage
Mae Sot liegt etwa 80 Kilometer westlich der Provinzhauptstadt Tak an der Grenze zu Birma. Der wichtigste Fluss des Kreises ist der Maenam Moei (Moei-Fluss).

## Verkehr
Hier verbindet der Asian Highway AH1 Thailand und Birma, er ist nach dem Grenzübergang Mae Sai der wichtigste Grenzübertritt nach Birma. Im Jahr 1997 wurde die „Thai-Myanmar Friendship Bridge“ (Thai-birmanische Freundschaftsbrücke) fertiggestellt. An der Brücke gibt es eine Zollabfertigungsstelle.
Mae Sot hat auch einen eigenen Flughafen, der IATA-Flughafencode lautet MAQ. Im Moment (November 2009) gibt es jedoch keinen Passagierflugverkehr von und nach Mae Sot.

## Wirtschaft
Vor allem der Handel mit Birma trägt zur Wirtschaftsleistung von Mae Sot bei, er dient zum Teil als Versorgungspunkt für die Widerstandsbewegung der Karen im birmanischen Grenzland. Aufgrund der schlechten Wirtschaftslage in Birma gibt es hier hauptsächlich Tauschhandel: Korbwaren, Holzarbeiten, Jade gegen Lebensmittel, Motorräder und Elektronikartikel.

## Sehenswürdigkeiten
Siehe: Mae Sot

## Verwaltung

### Provinzverwaltung
Amphoe Mae Sot ist in zehn Unterbezirke (Tambon) aufgegliedert, welche weiter in 88 Dorfgemeinschaften (Muban) unterteilt sind.
| Nr. | Name                | Thai        | Muban | Einw.  |
| --- | ------------------- | ----------- | ----- | ------ |
| 01. | Mae Sot             | แม่สอด       | 0-    | 31.058 |
| 02. | Mae Ku              | แม่กุ         | 08    | 10.086 |
| 03. | Phawo               | พะวอ        | 09    | 06.507 |
| 04. | Mae Tao             | แม่ตาว       | 06    | 06.535 |
| 05. | Mae Kasa            | แม่กาษา      | 16    | 11.039 |
| 06. | Tha Sai Luat        | ท่าสายลวด    | 07    | 09.254 |
| 07. | Mae Pa              | แม่ปะ        | 11    | 11.654 |
| 08. | Mahawan             | มหาวัน       | 12    | 13.449 |
| 09. | Dan Mae Lamao       | ด่านแม่ละเมา  | 10    | 07.628 |
| 10. | Phra That Pha Daeng | พระธาตุผาแดง | 07    | 06.007 |

### Lokalverwaltung
Mae Sot (Thai: เทศบาลนครแม่สอด) ist eine Großstadt (Thesaban Nakhon) im Landkreis, sie besteht aus dem gesamten Tambon Mae Sot.
Weiterhin gibt es drei Kleinstädte (Thesaban Tambon) im Landkreis:
- Tha Sai Luat (เทศบาลตำบลท่าสายลวด) besteht aus Teilen des Tambon Tha Sai Luat.
- Mae Ku (เทศบาลตำบลแม่กุ) besteht aus Teilen des Tambon Mae Ku,
- Mae Tao (เทศบาลตำบลแม่ตาว) besteht aus Teilen des Tambon Mae Tao.

Außerdem gibt es neun „Tambon Administrative Organizations“ (TAO, องค์การบริหารส่วนตำบล – Verwaltungs-Organisationen) für die Tambon im Landkreis, die zu keiner Stadt gehören.